# دواودة
دواودة هي بلدية تابعة إداريا لدائرة فوكة ولاية تيبازة الجزائرية.